# 佩尔·彼得松
佩尔·彼得松（挪威語：Per Petterson，1952年7月18日—），挪威小说家。中国大陆也译作佩尔·帕特森。

## 生平介绍
他的处女作是短篇小说集《灰尘在我嘴里，沙子在我鞋里》（1987）。从那时起，他出版了一本系列广受好评的小说。《去西伯利亚》（1996年）的背景设定为第二次世界大战，获北欧理事会文学奖提名。《后果》（2002年）讲述的是一个失去了家人的年轻人的故事，2000年获得了的布莱格奖。他2008年的小说《我诅咒时光之河》（Jeg forbanner tidens elv）获得2009年北欧理事会文学奖。其最具影响力的作品是《出门窃马》（Ut og stjæle hester，2003），该书为他赢得包括国际IMPAC都柏林文学奖在内的多个奖项。彼得松的作品已被翻译为近50种语言。
彼得松曾是一个训练有素的图书管理员。成为全职作家之前，他曾担任过书店店员，翻译家和文学评论家。他表示自己曾受克努特·汉姆生和雷蒙德·卡佛的影响。

## 作品列表
- 1987 –灰尘在我嘴里，沙子在我鞋里 (Aske i munnen, sand i skoa)
- 1989 –回声之地 （Ekkoland）
- 1992 –我没事 (Det er greit for meg)
- 1996 –去西伯利亚 (Til Sibir)
- 2000 –后果 (I kjølvannet))
- 2003 –出门窃马 (Ut og stjæle hester )又译作外出偷马
- 2004 –长夜将尽 （Månen over Porten）
- 2008 –我诅咒时光之河 (Jeg forbanner tidens elv)
- 2012 –我拒绝 (Jeg nekter)